# IC 4876
IC 4876 ist eine Balken-Spiralgalaxie vom Hubble-Typ SBc im Sternbild Teleskop am Südsternhimmel. Sie ist schätzungsweise 247 Millionen Lichtjahre von der Milchstraße entfernt und hat einen Durchmesser von etwa 100.000 Lichtjahren.

Im selben Himmelsareal befinden sich u. a. die Galaxien IC 4875, IC 4877, IC 4879.
Das Objekt wurde am 31. August 1904 von Royal Harwood Frost entdeckt.